# UC-70号潜艇
陛下之UC-70号艇是德意志帝国海军于第一次世界大战期间建造的其中一艘UC-II型近岸布雷潜艇或称U艇。它由汉堡的布洛姆与福斯船厂承建，于1916年8月7日新船下水，至同年11月20日交付使用。其全长50.35米，水面及水下排水量分别为427吨和508吨，艇载武器则包括三具鱼雷发射管、六具水雷滑射槽以及一门88毫米口径甲板炮。UC-70号入役后曾被部署至驻比利时的佛兰德区舰队，并参与了大西洋潜艇战。通过其十次巡逻，共直接或间接击沉33艘协约国或中立国商船，容积总吨累计为27,078吨。1918年8月28日，UC-70号在英格兰东部的兰斯威克湾遭英国皇家海军驱逐舰乌河号投掷深水炸弹击沉，艇内31名官兵全数阵亡。

## 设计
1915年秋天，由于中立国美国的干预，U艇战几乎陷入停顿，导致德国广泛开展《国际法》所允许的水雷战，从而使布雷潜艇的需求量相应增加。德意志帝国海军潜艇监察局（Inspektion des U-Bootwesens）的开发部门留意到了这一点，遂以UB-II型为基础，按照兼顾布雷效率和生产速度的要求，以41号工程的名义设计了UC-II型潜艇。为了弥补前型UC-I型的缺陷，UC-II型艇不仅更大，而且采用双轴推进系统。然而，与前型最主要的区别在于，UC-II型艇重新运用了双壳体结构。但它并非纯粹的双体潜艇，而是一种中间过渡型；因为外层没有封闭耐压壳体，而是作为鞍形水柜附在上方。
UC-70号是64艘UC-II型方案的其中一艘。这个亚型的艇体结构与UB-II型类似，但体积更大，全长为50.35米，并有3.64米的吃水深度；由于不再考虑铁路运输的装载限界，舷宽也得以增至5.22米。其水上和水下排水量分别为427吨和508吨。艇只采用两台猛狮六缸四冲程600匹公制馬力（440千瓦特）柴油机用于水面运行，以及两台620匹公制馬力（460千瓦特）的西门子-舒克特电动发电机用于水下航行；水面最高航速12節（22每小時），水下7.4節（13.7每小時）；能够在水面以7節（13每小時）航速续航10,420海里（19,300），或以4節（7.4每小時）连续在水下航行52海里（96）而无需充电。其潜没需时约为30秒，能够在50米的深度下运作。
作为布雷潜艇，UC-70号改将六具布雷滑射槽安装在艇体前部，每具储存井内的水雷数量增至3枚，即合共18枚UC200型水雷。布雷时只需将存储井底部的盖板打开，水雷便可凭借自身重量滑入水中。随着滑射槽长度增加，艇体艏楼的上层建筑被抬高，上层建筑与司令塔之间的凹陷处布置了一门88毫米30倍径速射炮作为甲板炮。但由于位置相对较低，火炮甲板在恶劣海况下很容易被涌浪淹没。此外，UC-70号还装备有三具500毫米鱼雷发射管，这极大提升了潜艇的攻击能力。其中艇艏两具外置在两侧、艇艉一具则为内置式，并可搭载合共7枚G6型鱼雷。其标准船员编制为3名军官及23名水兵。

## 历史
1916年1月12日，在海军元帅阿尔弗雷德·冯·提尔皮茨的倡议下，国家海军办公室分别向五家德国造船厂发包第三批次的UC-II型潜艇。UC-70号因此成为汉堡布洛姆与福斯船厂承建的该批次六号艇，建造编号为286。它于1916年8月7日新船下水，至同年11月20日在曾执掌UB-2、UB-17和UB-39号的经验丰富的艇长、海军中尉维尔纳·菲尔布林格的指挥下交付使用，随即展开海试。在菲尔布林格之后，库尔特·洛赫中尉（1918年4月15日－6月8日）和卡尔·多贝尔施泰因中尉（1918年6月8日－8月28日）也曾担任UC-70号的指挥官。完成海试后，该艇于1917年2月22日被编入驻泽布吕赫的佛兰德区舰队，成为海军佛兰德集团军的一份子。
在为期一年半的佛兰德役期中，UC-70号参与了大西洋潜艇战，足迹遍及北海的英格兰东岸、英吉利海峡、爱尔兰海和比斯开湾等多处水域。通过十次布雷及破交战巡逻，该艇合共击沉协约国或中立国的33艘商船，容积总吨累计为27,078吨。其中，体积最大的受害者是注册吨位为4,892吨的英国客轮蒙古人号（Mongolian），它于1918年7月21日从米德尔斯堡前往伦敦的途中，在距法利布里格东南约5海里（9.3）处遭多贝尔施泰因发射鱼雷击沉，导致36人罹难。而容积总吨达7,393吨的法国货轮安戈号（Ango）尽管显著更大，但它于1918年7月26日在弗兰伯勒角以东约2海里（3.7）处遇袭时仅仅受损，并未沉没。
1918年8月28日，UC-70号在英格兰东部的北约克郡沿岸航行时，遭到英国皇家空军第246中队的一架布莱克本袋鼠型侦察机发现并袭击，而隶属英国皇家海军的驱逐舰乌河号也随即赶到现场投掷深水炸弹。UC-70号中弹后迅速沉没，艇内31名官兵全数阵亡。其残骸位于54°32′N 00°40′W / 54.533°N 0.667°W处，距离惠特比北码头西北约2.8海里（5.2），深度为24米。潜艇呈完整和直立状态，但许多部分的接合处已被炸裂，两个主舱口以及司令塔的舱口都是开启的。甲板炮和潜望镜均在原位，艇内半是淤泥，内部布满了电线和电缆。1992年，潜艇的一件物品被寻获。当德国驻英国大使馆知悉此事后，即宣布其为战争坟墓。UC-70号残骸现为法定受保护文物，由英格兰历史建筑和古迹委员会管理。

## 袭击历史摘要
| 日期          | 船名               | 船籍     | 吨位  | 结局 |
| ------------- | ------------------ | -------- | ----- | ---- |
| 1917年2月14日 | 玛尔特·伊冯娜号    | 法國     | 30    | 击沉 |
| 1917年3月16日 | 科尔杜昂号         | 法國     | 28    | 击沉 |
| 1917年3月16日 | 玛格丽特六号       | 法国海军 | 852   | 击伤 |
| 1917年3月17日 | 阿尔西德·玛丽号    | 法國     | 26    | 击沉 |
| 1917年3月17日 | 卡米耶·昂莱号      | 法國     | 20    | 击沉 |
| 1917年3月17日 | 上帝保佑你号       | 法國     | 30    | 击沉 |
| 1917年3月17日 | 朱丽叶号           | 法國     | 29    | 击沉 |
| 1917年3月17日 | 路易十四号         | 法國     | 44    | 击沉 |
| 1917年3月17日 | 永援圣母号         | 法國     | 29    | 击沉 |
| 1917年3月17日 | 诺萨尔号           | 法國     | 34    | 击沉 |
| 1917年3月17日 | 勒妮·艾兰德号      | 法國     | 25    | 击沉 |
| 1917年3月17日 | 鲁佩拉号           | 法國     | 38    | 击沉 |
| 1917年3月17日 | 塔索号             | 英国     | 1,859 | 击沉 |
| 1917年3月18日 | 马东号             | 法國     | 31    | 击沉 |
| 1917年3月18日 | 挚诚协定号         | 法國     | 22    | 击沉 |
| 1917年3月18日 | 费利西泰·阿尔贝号  | 法國     | 32    | 击沉 |
| 1917年3月18日 | 亚森特·伊冯娜号    | 法國     | 43    | 击沉 |
| 1917年3月19日 | 贝格斯利号         | 挪威     | 2,133 | 击沉 |
| 1917年3月19日 | 米歇尔号           | 法國     | 1,773 | 击沉 |
| 1917年3月24日 | 貘号               | 法國     | 200   | 击沉 |
| 1917年4月16日 | 爱德华号           | 英国     | 476   | 击沉 |
| 1917年4月17日 | 涅槃号             | 英国     | 6,021 | 击伤 |
| 1917年4月30日 | 伊甸号             | 挪威     | 1,304 | 击沉 |
| 1917年5月7日  | 洛芒特号           | 英国     | 2,070 | 击沉 |
| 1917年5月18日 | C·E·C·G号          | 英国     | 47    | 击沉 |
| 1917年5月18日 | 德罗莫尔号         | 英国     | 268   | 击沉 |
| 1917年5月23日 | 贝戈纳3号          | 西班牙   | 2,699 | 击沉 |
| 1917年5月27日 | 德布瓦代弗尔将军号 | 法國     | 2,195 | 击沉 |
| 1917年5月28日 | 安科纳号           | 英国     | 1,168 | 击沉 |
| 1918年5月27日 | 路边的花号         | 英国     | 21    | 击沉 |
| 1918年5月28日 | 加冕号             | 英国     | 19    | 击沉 |
| 1918年6月4日  | 琴托号             | 英国     | 3,708 | 击伤 |
| 1918年7月9日  | 弗雷德里卡号       | 荷蘭     | 91    | 击沉 |
| 1918年7月17日 | 伊林号             | 挪威     | 139   | 击伤 |
| 1918年7月21日 | 杰纳西号           | 英国     | 2,830 | 击伤 |
| 1918年7月21日 | 蒙古人号           | 英国     | 4,892 | 击沉 |
| 1918年7月23日 | 博拉拉号           |          | 6,570 | 击伤 |
| 1918年7月24日 | 基尔基斯号         | 希腊     | 4,302 | 击沉 |
| 1918年7月26日 | 安戈号             | 法國     | 7,393 | 击伤 |
| 1918年8月28日 | 吉拉达号           | 英国     | 1,100 | 击沉 |

## 脚注
1. 1 2 3  Helgason, Guðmundur. . German and Austrian U-boats of World War I - Kaiserliche Marine - Uboat.net.   [2009-02-23].
2. ↑  Tarrant，第173頁.
3. 1 2 3  Gröner 1991，第31-32頁.
4. 1 2  Helgason, Guðmundur. . German and Austrian U-boats of World War I - Kaiserliche Marine - Uboat.net.   [2015-03-03].
5. ↑  Helgason, Guðmundur. . German and Austrian U-boats of World War I - Kaiserliche Marine - Uboat.net.   [2015-03-03].
6. ↑  Helgason, Guðmundur. . German and Austrian U-boats of World War I - Kaiserliche Marine - Uboat.net.   [2015-03-03].
7. ↑  陈进，第48頁.
8. ↑  . Navypedia.   [2022-09-16]. （原始内容存档于2023-01-20）.
9. ↑  陈进，第46頁.
10. ↑  Herzog，第139頁.
11. 1 2  Helgason, Guðmundur. . German and Austrian U-boats of World War I - Kaiserliche Marine - Uboat.net.   [2015-03-03].
12. ↑  Helgason, Guðmundur. . German and Austrian U-boats of World War I - Kaiserliche Marine - Uboat.net.   [2023-01-11].
13. ↑  Helgason, Guðmundur. . German and Austrian U-boats of World War I - Kaiserliche Marine - Uboat.net.   [2023-01-11].
14. ↑  Jackson，第396–402頁.